# Episodi di Heartbeat (ottava stagione)
L'ottava stagione della serie televisiva Heartbeat è stata trasmessa in anteprima nel Regno Unito dalla ITV1 tra il 6 settembre 1998 e il 28 febbraio 1999.
| nº | Titolo originale        | Titolo italiano | Prima TV UK       | Prima TV Italia |
| -- | ----------------------- | --------------- | ----------------- | --------------- |
| 1  | Snake in the Grass      | inedito         | 6 settembre 1998  | inedito         |
| 2  | Fall Out                | inedito         | 13 settembre 1998 | inedito         |
| 3  | For Better or Worse     | inedito         | 20 settembre 1998 | inedito         |
| 4  | Past Crimes             | inedito         | 27 settembre 1998 | inedito         |
| 5  | Spellbound              | inedito         | 4 ottobre 1998    | inedito         |
| 6  | Baby Love               | inedito         | 11 ottobre 1998   | inedito         |
| 7  | Give a Dog a Bad Name   | inedito         | 18 ottobre 1998   | inedito         |
| 8  | Hello, Goodbye          | inedito         | 25 ottobre 1998   | inedito         |
| 9  | Pat-a-Cake              | inedito         | 1º novembre 1998  | inedito         |
| 10 | Easy Rider              | inedito         | 8 novembre 1998   | inedito         |
| 11 | Hot Rocks               | inedito         | 15 novembre 1998  | inedito         |
| 12 | Shadows and Substances  | inedito         | 22 novembre 1998  | inedito         |
| 13 | Forbidden Fruit         | inedito         | 29 novembre 1998  | inedito         |
| 14 | Where There's a Will    | inedito         | 6 dicembre 1998   | inedito         |
| 15 | Taking Sides            | inedito         | 13 dicembre 1998  | inedito         |
| 16 | Echoes of the Past      | inedito         | 24 dicembre 1998  | inedito         |
| 17 | Twists of Fate          | inedito         | 10 gennaio 1999   | inedito         |
| 18 | The Angry Brigade       | inedito         | 17 gennaio 1999   | inedito         |
| 19 | Fire and Ashes          | inedito         | 24 gennaio 1999   | inedito         |
| 20 | All in the Mind         | inedito         | 31 gennaio 1999   | inedito         |
| 21 | Friends Like You        | inedito         | 7 febbraio 1999   | inedito         |
| 22 | Old Ties                | inedito         | 14 febbraio 1999  | inedito         |
| 23 | David Stockwell's Ghost | inedito         | 21 febbraio 1999  | inedito         |
| 24 | Testament               | inedito         | 28 febbraio 1999  | inedito         |